# Inca Taqui
Inca Taqui –en castellano: «Canción inca»– es el tercer álbum de estudio como solista, en colaboración con Moisés Vivanco, de la cantante Yma Súmac. Fue lanzado en agosto de 1953 por el sello discográfico Capitol Records. Una de las pistas más destacadas es «Chuncho (The Forest Creatures)», donde lució la «doble voz» o «triple coloratura».

## Crítica
Así como también para la señorita Súmac, ya ha sido un tiempo desde que sus inusuales colecciones de canciones peruanas fueron lanzadas al mercado. Esta vez ella regresa con auténticos sonidos de ambiente y de melodías "nativas"-aún siendo que Vivanco las escribió estando muy cerca de las calles de Hollywood y Vine-. No hay mucho que masticar entre los 8 temas del álbum Súmac, pero el sonido es lo suficientemente intrigante como para obtener muchísimas ventas - Billboard (1953) 

## Lista de canciones
| Edición estándar (1953) |                                    |                |          |  |
| N.º                     | Título                             | Escritor(es)   | Duración |  |
| 1.                      | «K'arawi (Planting Song)»          | Moisés Vivanco | 3:20     |  |
| 2.                      | «Cumbe-Maita (Calls Of The Andes)» | Vivanco        | 3:09     |  |
| 3.                      | «Wak'ai (Cry)»                     | Vivanco        | 2:32     |  |
| 4.                      | «Incacho (Royal Anthem)»           | Vivanco        | 3:11     |  |
| 5.                      | «Chuncho (The Forest Creatures)»   | Vivanco        | 3:41     |  |
| 6.                      | «Llulla Mak'ta (Andean Don Juan)»  | Vivanco        | 2:27     |  |
| 7.                      | «Malaya! (My Destiny)»             | Vivanco        | 3:28     |  |
| 8.                      | «Ripui (Farewell)»                 | Vivanco        | 3:00     |  |

## Posiciones en listas
| Lista (1953)                                 | Mejor posición |
| -------------------------------------------- | -------------- |
| Estados Unidos (Best Selling Popular Albums) | 5              |